# Hedyotis rhinophylla
Hedyotis rhinophylla là một loài thực vật có hoa trong họ Thiến thảo. Loài này được Thwaires ex Trimen mô tả khoa học đầu tiên năm 1885.